# Steven T. Byington
Steven T. Byington, född 10 december 1869, död 12 oktober 1957, bytte ideologisk inriktning från liberalismen till individualanarkismen efter att ha påbörjat ett redaktionellt samarbete med Benjamin Tucker. Byington betecknade sig själv som egoist. Han skrev i tidskriften Liberty.